# Колошин, Павел Иванович
Павел Иванович Колошин (1799—1854) — декабрист, титулярный советник Московского губернского правления. Брат декабриста Петра Колошина, отец писателя Сергея Колошина.

## Биография
Представитель дворянского рода Калошиных (Колошиных). Родился в семье полковника Ивана Колошина.
Получил домашнее воспитание. В службу вступил в феврале 1812 года колонновожатым в свите по квартирмейстерской части. «Брал уроки математики, военным наукам и геодезии» в Московском училище колонновожатых. С 1817 года — прапорщик. В этом же году слушал лекции в Петербургском университете. Затем служил в 1-й армии в Могилёве. Для сдачи экзамена при поступлении в гражданскую службу брал уроки у профессоров Московского университета.

## Участие в тайных обществах
П. И. Колошин являлся членом преддекабристской организации «Священная артель». В 1817 году был принят в члены тайного политического общества «Союз спасения». С января 1818 года — член «Союза благоденствия» (член Коренного совета). В 1825 году — член Северного общества (Московская управа) и Практического союза.
29 декабря 1825 году был арестован по делу 14 декабря, доставлен в Санкт-Петербург и заключён в Петропавловскую крепость. Шесть месяцев находился под следствием. 13 июня 1826 года высочайше повелено было, продержав в крепости ещё месяц, отставить от службы с запретом въезда в обе столицы и установлением секретного надзора. Жил в своём имении Смольново в Покровском уезде Владимирской губернии; 21 ноября 1831 года ему было разрешено жить в Москве, а в Петербурге — только 1 февраля 1844 года.
Последние 20 лет жизни был слеп, умер в Москве, похоронен на территории Новодевичьего монастыря;погребены вместе с женой под одним памятником в виде саркофага из чёрного полированного гранита (в настоящее время на верхней части видны следы сбитого креста, а на переднем торце — сбитый медальон).

## Семья
Жена (с 1824) — графиня Александра Григорьевна Салтыкова (1805—1871), единственная дочь графа Григория Сергеевича Салтыкова от брака с Елизаветой Степановной Толстой. По словам Е. Яньковой, Александра Григорьевна «была мила, свежа лицом, привлекательна, стройная, живая, преумная и прелюбезная», муж же её «был видный мужчина и в обращении ловкий и любезный, был умен и хорошо воспитан и имел порядочное состояние».
Дети: Александра (1824—1848; умерла от холеры), Софья (22.8.1828—1911), Сергей (1825—27.11.1868), Дмитрий (1827—2.12.1877), Валентин (убит в 1855 г. под Севастополем).

## Источник
- Декабристы. Биографический справочник / Под редакцией М. В. Нечкиной. — М.: Наука, 1988. — С. 82—83, 265. — 50 000 экз. — ISBN 5-02-009485-4.
- Ильин П. В. Новое о декабристах. Прощённые, оправданные и необнаруженные следствием участники тайных обществ и военных выступлений 1825—1826 гг. / под ред. А. В. Гоголевского. — СПб.: Нестор-История, 2004. — 664 с. — ISBN 5-98187-034-6.